# Pirata
Pirata is een geslacht van spinnen uit de familie van de wolfspinnen (Lycosidae). De soorten worden 'piraten' genoemd, naar hun op het water aangepaste levenswijze. Net als Dolomedes-soorten kunnen ze bijvoorbeeld op het water lopen. Hun nest ligt soms deels onderwater, maar ze zijn niet zo aquatisch als de waterspin (Argyoneta aquatica).

## Europese soorten
Enkele Europese soorten zijn:
- Grote piraat (Pirata piscatorius)
- Poelpiraat (Pirata piraticus)
- Veenpiraat (Pirata tenuitarsis)

## Soorten
De volgende soorten zijn bij het geslacht ingedeeld: 
- Pirata affinis Roewer, 1960
- Pirata africana (Roewer, 1960)
- Pirata alachuus Gertsch & Wallace, 1935
- Pirata allapahae Gertsch, 1940
- Pirata apalacheus Gertsch, 1940
- Pirata aspirans Chamberlin, 1904
- Pirata brevipes (Banks, 1893)
- Pirata browni Gertsch & Davis, 1940
- Pirata bryantae Kurata, 1944
- Pirata chamberlini (Lessert, 1927)
- Pirata coreanus Paik, 1991
- Pirata davisi Wallace & Exline, 1978
- Pirata digitatus Tso & Chen, 2004
- Pirata felix O. Pickard-Cambridge, 1898
- Pirata hiteorum Wallace & Exline, 1978
- Pirata indigena Wallace & Exline, 1978
- Pirata iviei Wallace & Exline, 1978
- Pirata mayaca Gertsch, 1940
- Pirata montanoides Banks, 1892
- Pirata montanus Emerton, 1885
- Pirata nanatus Gertsch, 1940
- Pirata niokolona Roewer, 1961
- Pirata pagicola Chamberlin, 1925
- Pirata pallipes (Blackwall, 1857)
- Pirata piratellus (Strand, 1907)
- Pirata piraticus (Clerck, 1757)
- Pirata piratimorphus (Strand, 1908)
- Pirata piscatorius (Clerck, 1757)
- Pirata praedo Kulczyński, 1885
- Pirata proximus O. Pickard-Cambridge, 1876
- Pirata punctipes (Gravely, 1924)
- Pirata sagitta (Mello-Leitão, 1941)
- Pirata sedentarius Montgomery, 1904
- Pirata seminolus Gertsch & Wallace, 1935
- Pirata spatulatus Chai, 1985
- Pirata spiniger (Simon, 1898)
- Pirata subannulipes (Strand, 1906)
- Pirata subpiraticus (Bösenberg & Strand, 1906)
- Pirata suwaneus Gertsch, 1940
- Pirata sylvanus Chamberlin & Ivie, 1944
- Pirata tenuitarsis Simon, 1876
- Pirata timidus (Lucas, 1846)
- Pirata trepidus Roewer, 1960
- Pirata triens Wallace & Exline, 1978
- Pirata turrialbicus Wallace & Exline, 1978
- Pirata veracruzae Gertsch & Davis, 1940
- Pirata welakae Wallace & Exline, 1978
- Pirata werneri (Roewer, 1960)
- Pirata zavattarii (Caporiacco, 1941)

### Nomina dubia
- Pirata albicomaculatus Franganillo, 1913 – nomen dubium
- Pirata rubicundicoloratus (Strand, 1906) – nomen dubium
- Pirata subniger Franganillo, 1913 – nomen dubium